# Dysaphis uralensis
Dysaphis uralensis är en insektsart som beskrevs av Shaposhnikov 1956. Dysaphis uralensis ingår i släktet Dysaphis och familjen långrörsbladlöss. Inga underarter finns listade i Catalogue of Life.